# Campyloneurum solutum
Campyloneurum solutum är en stensöteväxtart som först beskrevs av Kl., och fick sitt nu gällande namn av Fée. Campyloneurum solutum ingår i släktet Campyloneurum och familjen Polypodiaceae. Inga underarter finns listade.